# Paulina Singer
Paulina Singer (* 9. Mai 1991 in Exeter, New Hampshire) ist eine US-amerikanische Schauspielerin.

## Leben und Karriere
Singers Familie mütterlicherseits stammt aus Osteuropa. Sie wurde in Exeter (New Hampshire) geboren. Nachdem sie 2009 nach New York City gezogen war, wurde sie ein Jahr später in der New School angenommen. Mit 19 Jahren trat sie der Improvisationsgruppe Upright Citizen Brigade bei. Sie studierte als Hauptfach Tanz und Schauspiel, nahm daneben auch Kurse der Psychologie für eine Karriere als Sexualtherapeutin. Nach ihrem ersten Studienjahr brach sie ihr Studium ab, um der Schauspielerei nachzugehen. Nebenbei schreibt und produziert sie auch ihre eigene Musik.
Nach kleineren Episodenauftritten hatte sie ihre ersten Serienhauptrollen 2015 in South of Hell und 2016 in Dead of Summer. 2018 erschien sie mit Nebenrollen in Falling Water, Tell Me a Story und 2019 in NOS4A2.

## Filmografie

### Filme
- 2014: The Recipe
- 2014: The Nymphets
- 2015: Puerto Ricans in Paris
- 2015: Man lernt nie aus (The Intern)
- 2016: Uncaged
- 2017: High School Lover
- 2017: The Wilde Wedding
- 2018: Stella’s Last Weekend
- 2020: Darcy, This is Nowhere
- 2021: Sk8er Girl
- 2022: Every Last Secret

### Fernsehserien
- 2011: How to Make It in America (2 Episoden)
- 2013: Person of Interest (1 Episode)
- 2014: The Affair (1 Episode)
- 2015: Gotham (3 Episoden)
- 2015: South of Hell (8 Episoden)
- 2016: Blue Bloods – Crime Scene New York, (1 Episode)
- 2016:  Orange Is the New Black (1 Episode)
- 2016: Dead of Summer (10 Episoden)
- 2016: Same Same (1 Episode)
- 2018: Falling Water (4 Episoden)
- 2018: Tell Me a Story (8 Episoden)
- 2019: NOS4A2 (4 Episoden)
- 2022: Power Book III: Raising Kanan (3 Episoden)
- 2024: Elsbeth (1 Episode)
- 2024: Everybody Still Hates Chris (6 Episoden, Synchronstimme)